# Paroctopus digueti
Paroctopus digueti is een inktvissensoort uit de familie van de Octopodidae. De wetenschappelijke naam van de soort werd voor het eerst geldig gepubliceerd in 1894 door Perrier en Rochebrune als Octopus digueti.